# جوهري (لامرد)
جوهري (بالفارسية:جوهري، كما يُكتب بالتهجئة اللاتينية Jowharī) هي قرية إيرانية تقع في قسم لامرد الريفي في البلدة المركزية في مقاطعة لامرد، محافظة فارس، إيران. في تعداد عام 2006، لم يُعلن عدد سكانها رسمياً.